# Templetown
Templetown es un barrio en la sección del Norte de Filadelfia de la ciudad de Filadelfia, Pennsylvania, Estados Unidos. El distrito es laxa en todo el campus principal de la Universidad de Temple, de ahí el nombre de 'Temple'. Además Templetown puede haberse originado como un nombre para una empresa de alojamiento para estudiantes que ahora opera en el campus de Temple, así como en el campus de Penn y de Drexel. 